# Lunar Lander
Lunar Lander — аркадная игра, выпущенная Atari, Inc. в 1979 году, которая использует векторный монитор для отображения векторной графики. Хотя игра не пользовалась особенным успехом, генератор векторной графики аркадного автомата дал толчок для следующей игры Atari для аркадных автоматов: Asteroids. Цель игры Lunar Lander — управлять посадочным лунным модулем, чтобы произвести мягкую посадку на поверхность Луны. Было выпущено примерно 4830 устройств.

## Игровой процесс
Целью игры является управление посадочным модулем на подлёте к лунной поверхности. Рельеф местности очень горист, и плоских областей, подходящих для посадки, очень немного. Эти области подсвечены мигающим бонусным множителем, который больше для маленьких областей. Если игрок успешно совершает посадку, ему даются очки, число которых зависит от того, насколько мягкой была посадка и насколько сложной была посадочная область. Если игрок разбивается, начисление очков зависит от серьёзности аварии. Иногда при этом у игрока отнимают топливо. В обоих случаях игра начинается заново с другим рельефом и количеством топлива, оставшимся у игрока. Игра окончена, когда у игрока кончается топливо и он разбивается о поверхность Луны.
Управляя посадочным модулем, игрок должен нейтрализовать притяжение Луны, используя кормовые ускорители для маневрирования и замедления падения. Игрок использует пропорциональное управление тягой для управления ускорителями, что было новым для игр на момент выпуска Lunar Lander. Управление производится двумя кнопками, изменяющих наклон модуля, кнопкой управления ускорителями (чем сильнее нажата кнопка, тем сильнее будет импульс ускорителей) и кнопкой отмены посадки, приводящая модуль в вертикальное положение и включающая ускорители на полную мощность на короткое время. Каждое включение ускорителей потребляет топливо, и когда топливо кончается, аппарат перестаёт реагировать на действия игрока. Игрок может приобрести дополнительное топливо во время игры, добавив монет, что также было нововведением.
Игрок может регулировать сложность игры в любой момент во время игры.

## Клоны
Версия Lunar Lander для домашних компьютеров была выпущена Adventure International в 1981 году. Вскоре после этого Commodore выпустила очень похожую игру Jupiter Lander для компьютера VIC-20. Позже Jupiter Lander был выпущен для Commodore 64 и в 2009 для AmigaOS 4.
Во второй половине 1980-х в СССР появился клон игры под названием «Посадка на Луну» для операционной системы ПРОС 2.x на персональном компьютере ПВК «Электроника МС 0585» («Электроника 85»).
В игре 1995 года The Dig от LucasArts присутствует встроенная игра Asteroid Lander, игровой процесс которой повторяет Lunar Lander.
В конце марта 2010 года Lunar Lander стал доступен в Microsoft Game Room.
В январе 2011 года бесплатная версия с использованием технологии Flash, выпущенная Atari.com, появилась в Google Chrome Web Store.
В июле 2010 года точный клон векторной версии игры, использующий технологию HTML5 canvas, был выпущен Джейсоном Брауном.
Ремейк, в который можно бесплатно играть, используя веб-браузер, поддерживающий HTML5, был выпущен на Atari.com вместе с рядом других классических игр Atari.